# Montreux-Vieux
Montreux-Vieux (deutsch Altmünsterol, elsässisch Alt Menschtral) ist eine französische Gemeinde mit 924 Einwohnern (Stand 1. Januar 2022) im Département Haut-Rhin in der Region Grand Est (bis 2015 Elsass). Sie gehört zum Arrondissement Altkirch, zum Kanton Masevaux-Niederbruck und ist Mitglied des Gemeindeverbandes Sud Alsace Largue.

## Geografie
Die Gemeinde Montreux-Vieux liegt im äußersten Südwesten des Elsass an der Grenze zur Region Bourgogne-Franche-Comté. Im Südosten der Gemeinde verläuft der Rhein-Rhône-Kanal im Gebiet der Burgundischen Pforte zwischen Altkirch und Belfort.
Nachbargemeinden von Montreux-Vieux sind Chavannes-sur-l’Étang im Norden, Valdieu-Lutran im Osten, Magny im Südosten, Montreux-Jeune im Süden, Montreux-Château im Südwesten sowie Cunelières und Foussemagne im Nordwesten.

## Geschichte
Altmünsterol, erstmals erwähnt am 2. Juni 962 in einer Schenkungsurkunde Kaiser Ottos I. an die Abtei Andlau, war als Teil der Herrschaft Münsterol (siehe Montreux-Château) Vogteibesitz der Grafen von Pfirt und ab 1350 der Habsburger. Als deren Dienstleute besaßen die Herren von Münsterol den Ort und das aus strategischen Gründen wichtige Umland an der Burgundischen Pforte bis zu ihrem Aussterben im Jahre 1560. 1444 wurde der Ort durch einfallende Armagnaken verwüstet. Von 1560 bis zu den Umbrüchen der Französischen Revolution im Jahr 1790 gehörte die Herrschaft den Herren von Reinach-Münsterol. 1648 fielen Ort und Herrschaft – wie die restlichen habsburgischen Besitzungen und Rechte im Sundgau – an Frankreich.
Der an der Sprachgrenze gelegene Ort kam 1871 mit dem Friedensvertrag von Frankfurt wiederum aus strategischen Gründen zusammen mit den ebenfalls französischsprachigen Gemeinden Valdieu (Gottesthal) und Montreux-Jeune (Jungmünsterol) als Ostteil des vormaligen Kantons Fontaine zum Reichsland Elsaß-Lothringen. Mit dieser Grenzziehung wurden die drei Montreux politisch und administrativ getrennt, da Montreux-Château bei Frankreich blieb. Altmünsterol erlebte in den Jahren bis 1914 einen starken Anstieg der Bevölkerung (1871: 294 Einwohner, 1914: ca. 1000 Einwohner). Dies war darauf zurückzuführen, dass der Bahnhof Montreux-Vieux Grenzbahnhof an der Bahnstrecke Paris–Mulhouse und entsprechend ausgebaut wurde (Bahnhof 1. Klasse, Rangier- und Güterbahnhof, Bahnbetriebswerk) sowie die entsprechenden Behörden (Grenzpolizei, Zoll, Post) dort eingerichtet wurden. Dem folgten Industriebetriebe wie die Cognac-Brennerei Dürr-Delamare und die Pilz-Konservenfabrik Laible. Im Ersten Weltkrieg besetzten Verbände der französischen 1. Armee unter General Pau beim Vorstoß auf Mülhausen am 6. August 1914 den Ort. Nach der Rückgliederung an Frankreich (1919) verlor der Ort einen Teil seiner Bedeutung wieder. Von 1940 bis zur Befreiung 1944 gehörte der Ort faktisch zum Deutschen Reich (Gau Baden-Elsass), der Bahnhof fungierte letztmals als Grenzbahnhof.

## Bauwerke
Die neuromanische Sankt-Albankirche wurde 1899 errichtet. Schiff und Chor mit einem romanischen Bogenfries und Lisenen versehen, am Turm frei verarbeitete romanische Formen, beim Uhrengeschoss dagegen gotisch wirkende Wimperge und über Eck gestellte Baldachine.  

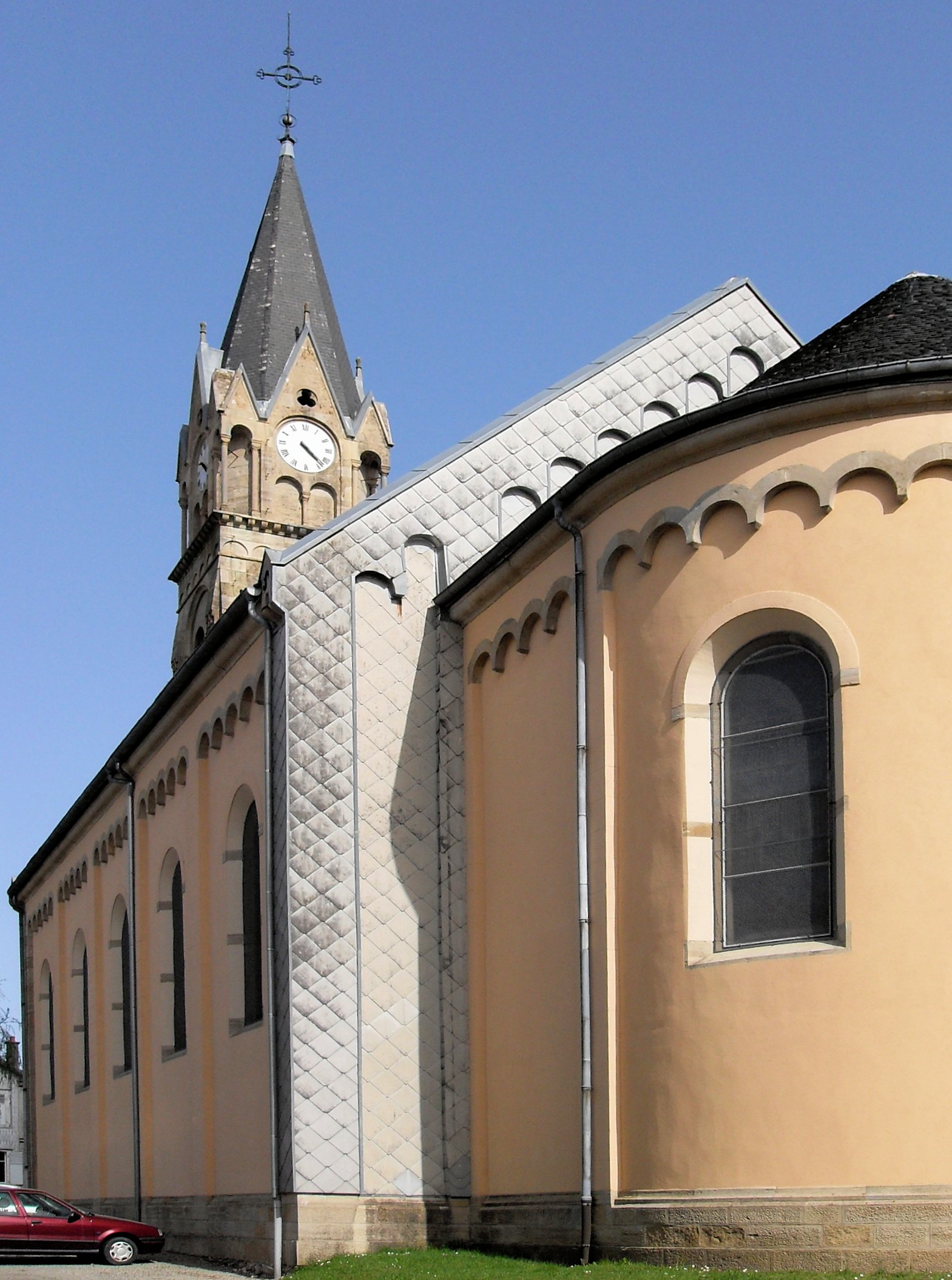
Ostseite der Kirche St. Alban
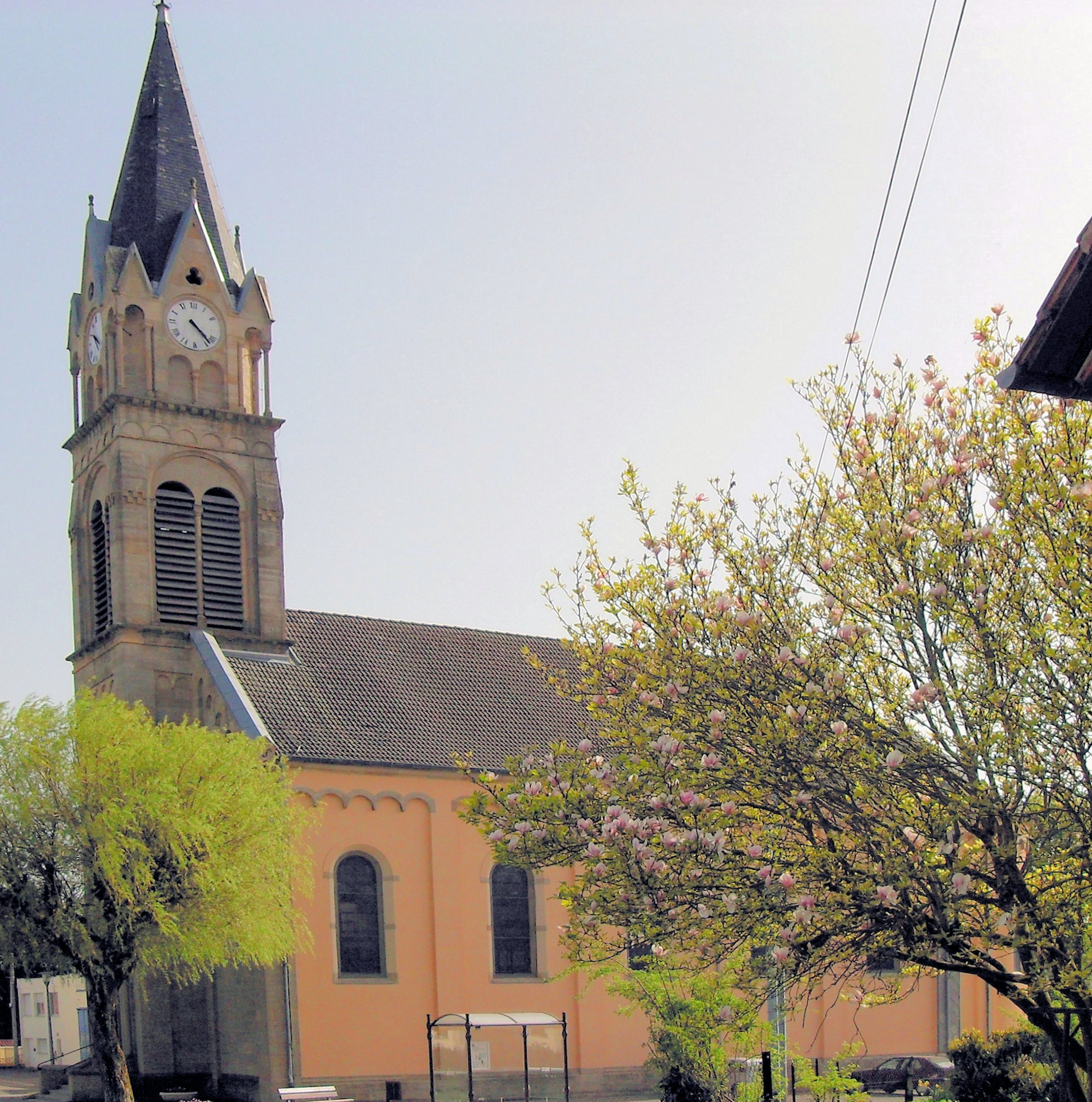
Südseite der Kirche St. Alban
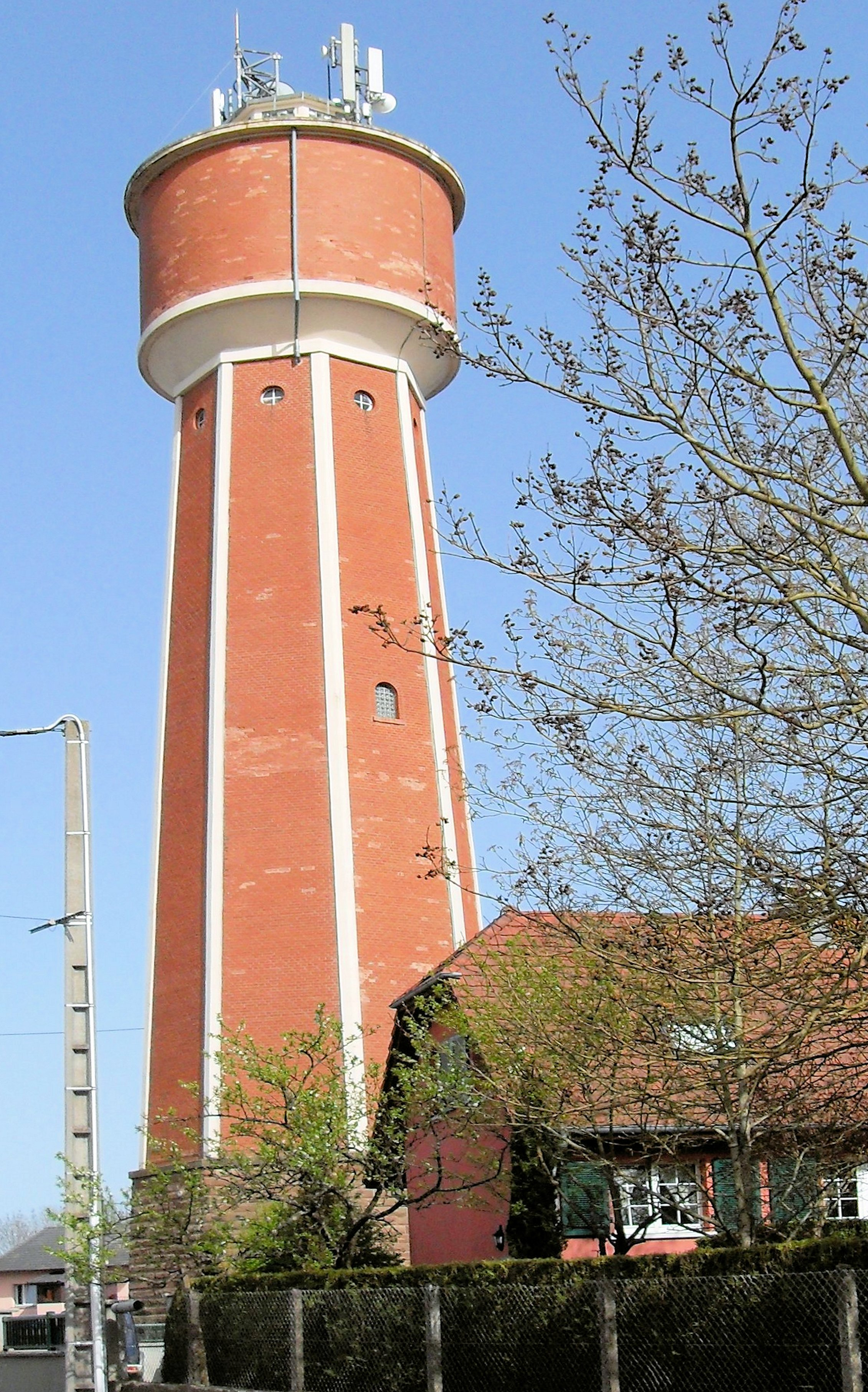
Wasserturm

## Bevölkerungsentwicklung
| Jahr      | 1962 | 1968 | 1975 | 1982 | 1990 | 1999 | 2007 | 2017 |
| --------- | ---- | ---- | ---- | ---- | ---- | ---- | ---- | ---- |
| Einwohner | 917  | 967  | 1010 | 969  | 905  | 769  | 850  | 899  |

## Verkehrsanbindung
Montreux-Vieux besitzt einen Bahnhof an der Bahnstrecke Paris–Mülhausen, dieser wurde am 15. Oktober 1857 in Betrieb genommen. An diesem halten Züge des TER Grand Est und TER Franche-Comté.

## Partnerschaft
Seit 2004 ist die Gemeinde mit der italienischen Gemeinde Voltago Agordino in Venetien partnerschaftlich verbunden.

## Persönlichkeiten
- Joseph Rossé, geboren am 26. August 1892, elsässischer Autonomist, Abgeordneter und Politiker; † 24. Oktober 1951 in Villeneuve-sur-Lot
- Hans Paetsch, geboren am 7. Dezember 1909, deutscher Schauspieler, Regisseur und Synchronsprecher, † 3. Februar 2002 in Hamburg
- Léon Hégelé, geboren am 30. Januar 1925, französischer Geistlicher, Weihbischof in Straßburg; † 11. Februar 2014 in Sierentz